# Vladimir Niederhaus
Vladimir Viktorovich Niederhaus - em russo, Влади́мир Ви́кторович Нидерга́ус (Kokshetau, 13 de agosto de 1967) é um ex-futebolista russo-cazaque que atuava como atacante. É atualmente diretor esportivo do Tobol Kostanay.

## Carreira
Revelado pelo Okzhetpes (que na época usava os nomes Torpedo, Stroitel, Spartak e Kokshetau), Niederhaus defendeu ainda o Kairat e o Zhenis Astana em seu país natal.
Foi no Rotor Volgograd onde o atacante obteve mais êxito, atuando em 168 jogos e marcando 68 gols em 2 passagens. Passou também por clubes de Israel (Maccabi Haifa e Maccabi Herzliya) e da Alemanha (Preußen Münster, Bremer SV e SC Weyhe) antes de encerrar sua carreira em 2004, passando a exercer funções administrativas no Rotor Volgograd, Shakhter Karagandy, Lokomotiv Astana, Tobol Kostanay e Shakhtyor Salihorsk, além de exercer a direção do departamento de seleções da Federação de Futebol do Cazaquistão em 2012.
Em setembro de 2008, o Shakhter Karagandy e o FC Vostok foram excluídos do Campeonato Cazaque após jogarem uma partida suspeita de manipulação de resultados. A equipe de Qarağandı, que tinha Niederhaus como diretor-esportivo, teve sua punição revista (perdeu 9 pontos na classificação geral). Além do ex-atacante, outros envolvidos no jogo foram suspensos por 60 meses do futebol.

## Carreira internacional
Em 1992, Niederhaus - que possui descendência alemã - disputou 4 partidas pela Seleção Cazaque (3 em 1992 e uma em 2000), além de ter feito um amistoso pela Rússia em agosto de 1994, na vitória por 3 a 0 sobre a Áustria.

## Títulos
Kairat
- Campeonato Cazaque: 1992, 2000
- Copa do Cazaquistão: 1992

Maccabi Haifa
- Copa do Estado de Israel: 1997–98